# Капитализм
Капитали́зм — социальная и экономическая система производства и распределения, основанная на частной собственности, юридическом равенстве и свободе предпринимательства. Главным критерием для принятия экономических решений является стремление к увеличению капитала, к получению прибыли.
Понятие «капитализм» — это экономическая абстракция, в которой выделены характерные черты экономики на определённом этапе её развития и при этом отброшены менее значимые. Реальная экономика конкретных стран никогда не основывалась только на частной собственности и не предоставляла полной свободы предпринимательства. Всегда в той или иной мере присутствовали несвойственные капитализму черты — сословные привилегии, государственная собственность, ограничения на владение имуществом, в том числе ограничения на размеры недвижимости или земельных участков, таможенные барьеры, антимонопольные правила и т. п. Часть из них являются наследием предыдущих эпох, часть — следствием развития самого капитализма.
В категориях марксизма, капитализм — общественно-экономическая формация, приходящая на смену феодализму и готовящая условия для коммунизма (социализма).

## Развитие теоретических взглядов на капитализм

### Происхождение понятия «капитализм»
Термин «капитализм» появился в трёх языках — немецком, английском и французском — во второй половине XIX века, когда слова «капитал» и «капиталист» уже долгое время широко использовались. Так, слово «капиталист» — «осколок жаргона спекулянтов на первых европейских биржах». Оксфордский словарь английского языка отмечает, что слово «капиталист» появилось в 1792 году.
Слово «капитализм» появилось вначале во Франции, затем, с 1860-х годов, — в Германии, позднее — в Англии. Первоначально слово имело оттенок критики классового общества. «Капитализм» впервые встречается в 1842 году во французском словаре Ришара в качестве новой языковой конструкции. Первое использование термина «капитализм» в его современном смысле связывают с французским социалистом Луи Бланом и датируют 1850 годом. В 1851 году Прудон осуждал «крепость капитализма»; в 1867 году французский словарь, ссылаясь на Прудона, включил слово как неологизм, обозначающий «власть капитала или капиталистов». Оксфордский словарь фиксирует появление слова «капитализм» в английском языке в 1854 году у писателя Уильяма Теккерея в романе «The Newcomes». В Германии в 1869 году Карл Родбертус констатировал в своей книге, что «капитализм стал социальной системой».
Изначально понятие «капитализм» использовалось как антоним по отношению к понятию «социализм» и подразумевало негативный подтекст. Луи Блан в 1850 году писал:

... я называю капитализмом присвоение капитала одними при исключении других.
Оригинальный текст (фр.)… ce que j`appellerai le capitalisme, c`est-à-dire l`appropriation du capital par les uns, à l`exlusion des autres.

Первый шаг в направлении отхода от негативного противопоставления и более нейтрального использования понятие «капитализм» сделал Альберт Шеффле в своём сборнике лекций «Капитализм и социализм» (1870). Шеффле считал индустриальный прогресс естественной, справедливой природой капитализма. Он выдвинул тезис о том, что либеральный капитализм является лучшей формой социализма. Через теорию коллективного капитала Шеффле предложил понимать капитализм не в качестве антонима социализма, а в качестве синонима социализма на базе свободного обмена.
Использование термина в легальной печати России началось с опубликованной в № 1 и 2 «Русского богатства» в 1880 году статьи народовольца Н. С. Русанова «Проявления капитализма в России», в ответ на которую в девятом номере «Отечественных записок» в 1880 году была опубликована статья В. П. Воронцова «Развитие капитализма в России». После этого понятие «капитализм» в русской народнической среде приобрело широкое употребление и являлось объектом политических дебатов. Например, в работе Плеханова «Наши разногласия» (1885) видно, что он и его оппоненты использовали термин как распространённый.
Первая словарная статья о капитализме появилась в 1900 году в Российской империи в «Словаре иностранных слов».
Историк Мари-Элизабет Хильгер отмечала, что понятие «капитализм», возникшее на стыке политических и научных дебатов как антоним социализму, не получило чёткого значения и отнесения к конкретному историческому периоду. В 1918 году немецкий экономист Р. Пассов в специальном труде насчитал 111 вариантов значений и словосочетаний термина, которые чаще использовались среди юристов и историков, чем у экономистов. С точки зрения методологии истории понятий Райнхарта Козеллека, понятие «капитализм» первоначально возникло как протестная интеллектуальная конструкция, отражавшая социальные изменения. Введение в научный оборот идеологизировало термин, который, получив универсальный смысл (рациональность как «дух капитализма» у Вебера и Зомбарта), начал легитимировать и навязывать новую реальность.
Людвиг Мизес считал, что, несмотря на то, что термин «капитализм» придуман левыми, нет никаких оснований его отвергать, потому что суть данного социального строя состоит в накоплении капитала. При этом термин «капитал» является синонимом понятию «основные средства» и далёк от его трактовки марксистами.

### Другие определения
- Капитализм — общественно-экономическая формация, основанная на частной собственности на средства производства и эксплуатации наёмного труда капиталом; сменяет феодализм, предшествует социализму — первой фазе коммунизма. (Большая советская энциклопедия)
- Капитализм — это современная, базирующаяся на рынке экономическая система производства товаров, контролируемая «капиталом», то есть стоимостью, используемой для найма рабочих. (Оксфордский философский словарь)[19]
- Капитализм (рыночная экономика, свободное предпринимательство) — экономическая система, доминирующая в Западном мире после крушения феодализма, в которой бо́льшая часть средств производства находится в частной собственности, а производство и распределение происходят под воздействием рыночных механизмов. (Британская энциклопедия)

- Капитализм чистый, капитализм свободной конкуренции (англ. pure capitalism, фр. Laissez faire capitalism) — экономическая система, в которой материальные ресурсы являются частной собственностью, а рынки и цены используются для направления и координации экономической деятельности. (Кэмпбелл Р. Макконнелл, Стэнли Л. Брю, «Экономикс»)[20]
- Капитализм — экономическая система, в которой средства производства принадлежат частным собственникам. Предприятия производят товары для рынка, управляемого спросом и предложением. Экономисты часто говорят о капитализме как системе свободного рынка, управляемого конкуренцией. Но капитализм в таком идеальном смысле нельзя найти нигде в мире. Экономические системы, действующие сейчас в западных странах, являются смесью свободной конкуренции и правительственного контроля. Современный капитализм можно рассматривать как комбинацию частного предпринимательства и государственного контроля. (Американская энциклопедия)

- Капитализм — тип общества, основан на частной собственности и рыночной экономике. (Универсальная энциклопедия от «Кирилл и Мефодий»)[21]

Существует мнение, что капитализм это не просто экономическая система, а целостное мировоззрение, включающее в себя также религиозные и политические элементы (см. также ниже ).

### Классические теории
Три классических подхода к капитализму представляли Карл Маркс, Макс Вебер и Йозеф Шумпетер, взгляды которых послужили основой для последующих дебатов в XX веке.

#### К. Маркс
Считается, что Карл Маркс существительное «капитализм» в своих работах не использовал.

В книге «Капитал» (1867) широко использованы лишь слова «капиталист» и прилагательное «капиталистический» — «капиталистический способ производства», «капиталистическое общество»комментарий. Фридрих Энгельс лишь изредка использовал термин: в работах «Людвиг Фейербах и конец классической немецкой философии» (1888), предисловие к итальянскому изданию «Манифеста коммунистической партии» (1893).
Маркс, во-первых, считал рынок ключевым аспектом капиталистической системы, подчёркивая безличный и принудительный характер его законов, не зависящий от индивидуальных мотивов. Участники рынка (капиталисты и рабочие, производители и потребители, покупатели и продавцы) противостоят друг другу в условиях конкуренции. Во-вторых, Маркс рассматривал бесконечное накопление капитала, начиная с «первоначального накопления», как присвоение чужого труда — капитал рассматривался как овеществлённый труд. В-третьих, согласно Марксу, в основе капиталистического способа производства лежал конфликт между капиталистами, как собственниками средств производства, и рабочими, как собственниками рабочей силы (между буржуазией и пролетариатом). В-четвёртых, для Маркса капиталистическая система обладала огромной динамикой, способной разрушать традицию и расширяться в мировом масштабе, распространять свою логику на неэкономические области и формировать общество, политику и культуру. Маркс анализировал индустриальный капитализм XIX века. Несмотря на многочисленную критику, его подход остаётся точкой отсчёта для анализа капитализма вплоть до настоящего времени.
Другие авторы того же периода использовали слово «капитализм» более активно. Так, у Г. В. Плеханова (в то время ещё народника) в статье «Закон экономического развития общества и задачи социализма в России» (опубликована в нелегальном издании «Земля и воля» в начале 1879 года) слово «капитализм» встречается 7 раз. Часто использовал его Плеханов и во многих последующих своих работах.
В. И. Ленин активно использовал термин «капитализм» уже в первой своей крупной публикации Что такое «друзья народа» и как они воюют против социал-демократов? (1894). В его монографии «Развитие капитализма в России» (1899) рассматривался вопрос о том, является ли аграрная Россия капиталистической страной?
В марксизме ключом к пониманию того или иного общества является рассмотрение и анализ комплекса его противоречий. Основным противоречием капитализма, по мнению Энгельса, является противоречие между общественным характером производства (в производстве и распределении задействованы большие коллективы людей, требующие сложной системы координации своих усилий) и частнокапиталистической формой присвоения (результаты труда тысяч наёмных работников становятся собственностью немногих владельцев средств производства, распоряжающимися ими в рамках своих частных интересов), продукты труда отчуждаются от рабочего. В этом усматривается природа экономической эксплуатации. В марксизме капитализм рассматривается как одна из фаз развития общества, содержащая в себе предпосылки для перехода на следующую ступень общественного развития, которая может быть достигнута при соответствующем уровне развития производственной сферы, что повлечёт общественные преобразования.

#### В. Зомбарт и М. Вебер
В 1901 году была опубликована книга Альфреда Дорена «Флорентийская шерстеобрабатывающая промышленность с 14 по 16 век» с подзаголовком «Об истории современного капитализма». Настоящий терминологический прорыв совершил Вернер Зомбарт, опубликовавший в 1902 году книгу «Современный капитализм». Зомбарт определял капитализм как способ хозяйства, при котором деятельность предприятия направлена на получение прибыли под воздействием особой силы — «капиталистического духа». Дух капитализма, по Зомбарту, включает психические черты предпринимателя — стремление к прибыли, счётную способность и экономическую рациональность.
Многие западные историки и экономисты — Макс Вебер и др. — полагают, что большую роль в становлении капитализма сыграла Реформация, возникновение протестантизма и особенно развитие протестантской трудовой этики.
В отличие от Маркса, Макс Вебер акцентировал внимание на процессах организации и бюрократизации, рассматривал капитализм в широком историческом контексте западной модернизации. Вебер определял капиталистическую экономическую деятельность через соревнование (конкуренцию), обмен, направленность на рыночные цены, развёртывание капитала, стремление к прибыли. Расчёт рисков, потерь и прибыли были, по Веберу, важными аспектами капитализма. Рациональность в деятельности экономических агентов включала организацию, разделение и координацию труда, трудовую дисциплину. Эти черты Вебер выводил из протестантской этики, считая капитализм специфически западным явлением. В понимании Вебера, капитализм предполагал особую автономную субсистему — экономику, противоположную политике, хотя, с его точки зрения, формирование капитализма определялось неэкономическими факторами — политикой и правом.
Схожим образом Макс Вебер понимал капиталистический дух как «систематическое и рациональное стремление к законной прибыли в рамках своей профессии», выбор которой определялся воспитанием — протестантской этикой. Книга Вебера «Протестантская этика и дух капитализма» (1904—1905) оказала большое влияние на отношение к капитализму и к его истории и вызывает дискуссии даже спустя 100 лет после издания. Работа поспособствовала укоренению термина в науке и его широкому использованию. К исследованиям Зомбарта и Вебера восходят представления о связи капитализма и рациональности, которую оба немецких учёных считали главным в капитализме. Согласно специалисту по интеллектуальной истории Мари-Элизабет Хилгер (нем. Marie-Elisabeth  Hilger), понятие «духа капитализма» сыграло особую роль во вхождении термина «капитализм» в научный оборот, поскольку оно вводило субъективный момент в восприятие капитализма.

#### Й. Шумпетер
Для Йозефа Шумпетера (1883—1950) капитализм означал частную собственность, рыночный механизм и экономику предпринимательства. Его интересовала экономическая динамика капитализма, объяснение которой учёный находил в инновациях. Согласно Шумпетеру, инновации в различные элементы, ресурсы и возможности производят нечто экономически новое: новые способы производства и распределения, новые организационные формы и т. д. Ядро капиталистического развития — так называемое «созидательное разрушение», носителями инноваций являются предприниматели, которым помогает кредитование. Шумпетер считал, что капитализм принёс беспрецедентный в человеческой истории уровень благосостояния и личной свободы, однако учёный пессимистически оценивал будущее капитализма. Успех капитализма и его распространение в другие социальные области, по Шумпетеру, приведёт к краху капитализма, поскольку исчезнут условия, делавшие возможным его существование.

## История капитализма
Марк Блок в работе «Апология истории» отмечает трудность в указании конкретного времени появления капитализма:

К какой дате следует отнести появление капитализма — не капитализма определённого времени, а капитализма как такового, Капитализма с большой буквы? Италия XII в.? Фландрия XIII в.? Времена Фуггеров и антверпенской биржи? XVIII в. или даже XIX? Сколько историков — столько записей о рождении.

Нобелевский лауреат по экономике Ф. А. Хайек указывал на естественный характер возникновения рыночной экономики:

Рыночная координация индивидуальной деятельности, подобно другим моральным традициям и институтам, сложилась в результате естественных, спонтанных и самоупорядочивающихся процессов приспособления к большему количеству конкретных фактов, чем могло бы воспринять, и тем более постичь любое отдельное сознание.

Многие историки (Э. Мейер, М. И. Ростовцев, Ф. Хайхельхайм, У. Тарн) писали о наличии капиталистических отношений в Древней Греции, эллинистическом мире и Древнем Риме. Греческое и римское рабовладение рассматривалось ими как дополнение буржуазного общественного строя аналогично рабовладению в южных штатах США до второй половины XIX века.
«Кембриджская история капитализма» (The Cambridge history of capitalism) рассматривает капитализм начиная с Вавилона, затем исследует черты капитализма в экономике античного мира, Китае, Индии, на Ближнем Востоке до 1800 года.
Хотя рыночные отношения существовали в различные исторические периоды, при капитализме они приобретают влияние на все области социальной жизни. Согласно исследованию Карла Поланьи, с возникновением капитализма происходит радикальный институциональный поворот: если в докапиталистических обществах рыночные отношения подчиняются культурным нормам, то при капитализме они, напротив, детерминируют культуру, социальный статус и социальные роли.

### Коммерческая революция
Эпохой первоначального накопления капитала в Европе считается время с середины XV века до середины XVIII века. В это время происходил рост торговли, а также изобретение и развитие обслуживающих её институтов (векселя, банки, страхование, акционерные общества). Правители Западной Европы начали проводить политику меркантилизма, которая была основана на теории о том, что нужно продавать за границу больше, чем закупать там, а разницу получать золотом. Для получения наибольшего дохода от экспорта меркантилистская теория рекомендовала использовать монополии, предоставление которых превращало правителей и их приближённых в союзников торговцев. С XV века в Англии начинается процесс обезземеливания крестьян (огораживания), несколько позднее подобные процессы произошли в Германии и других странах Западной Европы, вследствие чего множество сельских жителей переселялись в города, увеличивая там предложение труда.

### Промышленная революция

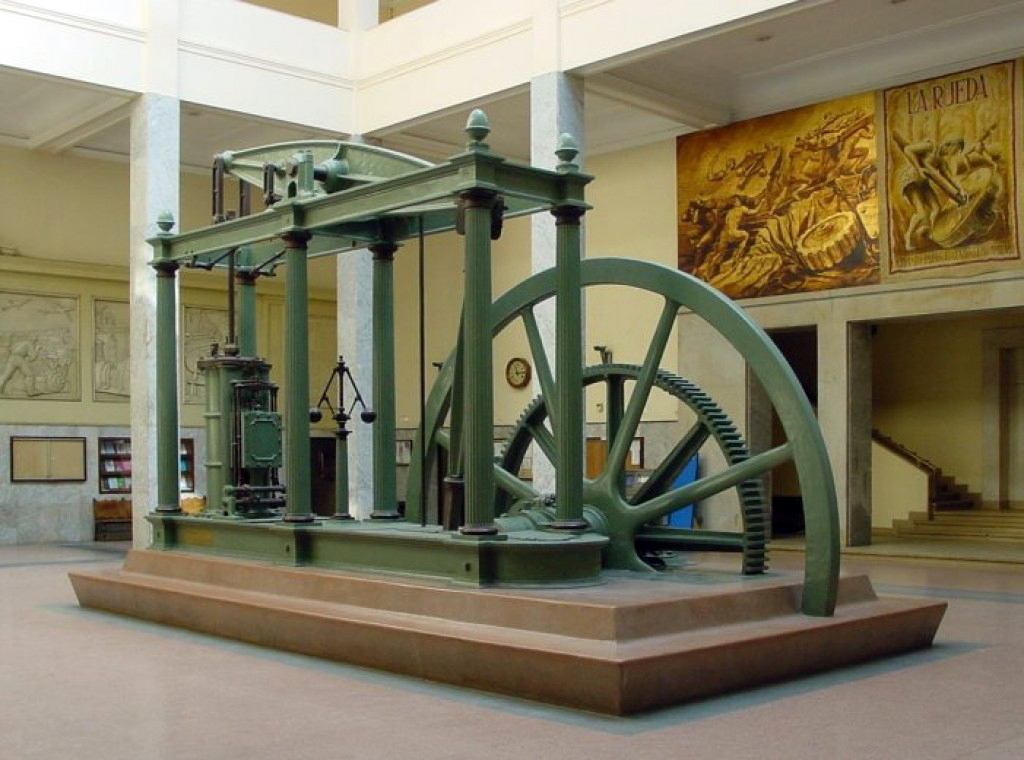
Паровая машина Дж. Уатта

Уже в XIV веке в городах Италии возникли первые мануфактуры. К XVIII веку они стали распространённым явлением во всей Западной Европе. Но возникновение промышленного капитализма относится к рубежу XVIII и XIX веков. Согласно высказыванию Маркса, «мельница создала феодализм, а паровая машина — капитализм» («Нищета философии», 1847). Использование паровых машин привело к тому, что мастерские и мануфактуры превращались в огромные фабрики. Ремесленники, первоначально владевшие собственными средствами производства, постепенно превращались в класс наёмных рабочих, лишённых собственности на средства производства — пролетариат. Владельцы мануфактур и банкиры становились капиталистами, которые формировали новый правящий класс, оттесняя прежнюю землевладельческую знать. Промышленная революция сопровождалась резким повышением производительности труда, быстрой урбанизацией, началом быстрого экономического роста (до этого экономический рост, как правило, был заметен лишь в масштабах столетий), исторически быстрым увеличением жизненного уровня населения. Промышленная революция позволила на протяжении жизни всего лишь 3-5 поколений перейти от аграрного общества (где большинство населения вело натуральное хозяйство) к современной городской цивилизации.

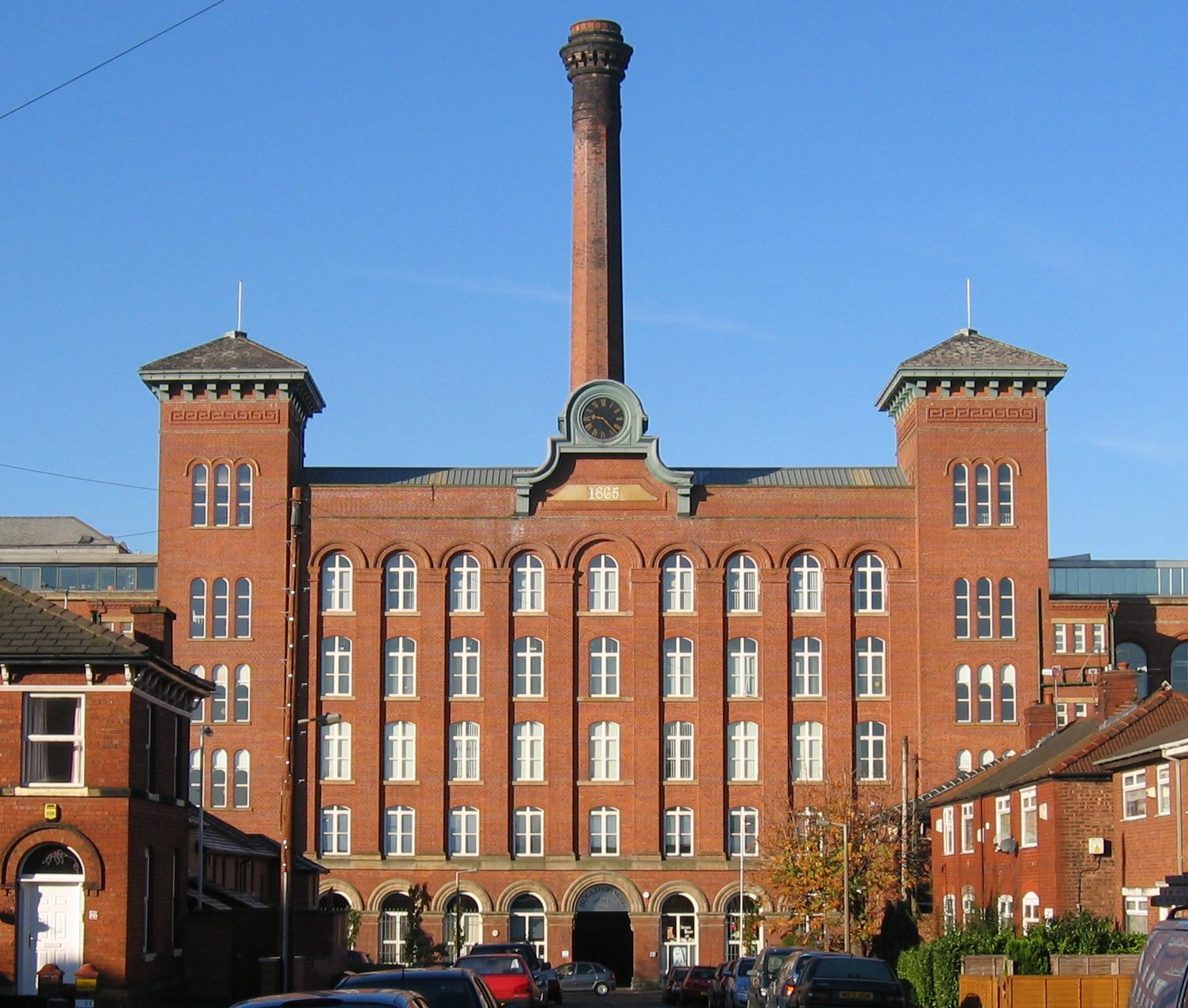
Ткацкая фабрика в городе Рэддиш, Великобритания

Быстрая урбанизация и рост числа наёмных рабочих обострили социальные проблемы. На протяжении XIX — начала XX века жилищные условия большого числа городского населения не отвечали элементарным санитарно-гигиеническим требованиям. Внедрение машин позволяло использовать малоквалифицированных работников с небольшим сроком обучения и не обладающих большой физической силой. В промышленности начал массово использоваться женский и детский труд.

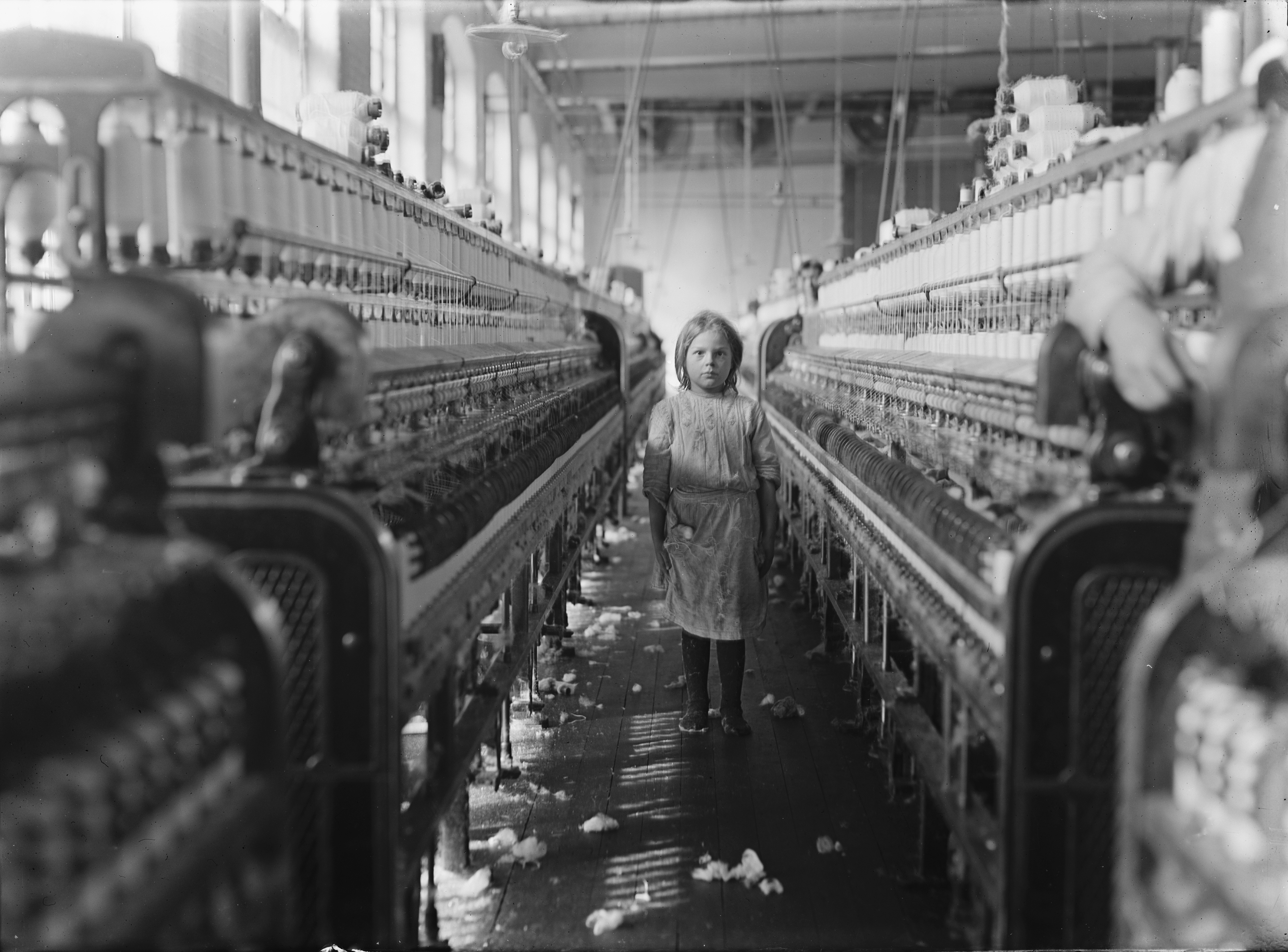
Малолетняя прядильщица в Южной Каролине, США, 1908 г.

Во Франции, Великобритании и других странах уже в конце XVIII века появилось стремление рабочих к образованию профсоюзов. Однако этим объединениям противодействовало законодательство, запрещавшее всякого рода соединения и сходки рабочих для преследования общих интересов под страхом уголовного наказания. Союзы рабочих стали организоваться тайно. В конце XVIII и первой половине XIX века недовольство рабочих своим положением приводило к многочисленным стачкам и беспорядкам, сопровождавшимся грабежами и разрушением. Рабочие в то время считали причиной своего обеднения машины и фабрики и обращали против них свою ненависть. К таким волнениям относится, например, движение луддитов в Великобритании, беспорядки во Франции в 1830-х и 1840-х годах, беспорядки в Силезии в 1844 году и др.
Первым организованным рабочим движением можно считать чартизм в Великобритании 1837—1848 гг. Чартисты требовали предоставления рабочим избирательного права. В классовой борьбе рабочих появляются два течения — экономическое и политическое. С одной стороны рабочие объединялись в профсоюзы и устраивали стачки для повышения заработной платы и улучшения условий труда, а с другой стороны, сознавая себя особым социальным классом, они стремились влиять на ход политической жизни своих стран для принятия законодательства, защищающего их права, и проведения социальных реформ. При этом среди рабочих стали распространяться социалистические и коммунистические, а также анархистские идеи. Наиболее радикальные сторонники этих идей призывали к социальной революции. Первым крупным революционным выступлением рабочего класса стало восстание 23-26 июня 1848 года в Париже. Во второй половине XIX века начали возникать социал-демократические партии, отстаивающие интересы рабочих.

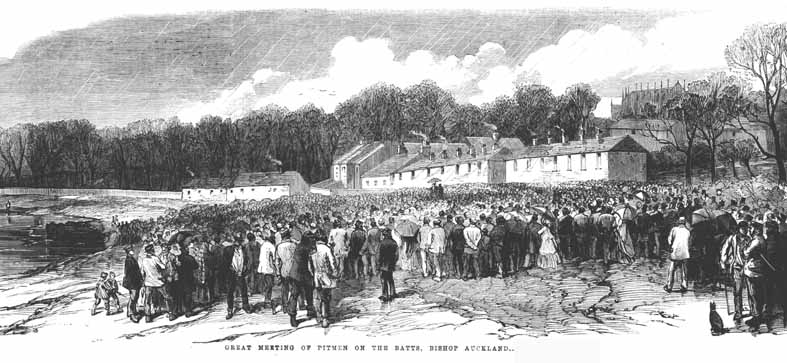
Забастовка шахтёров в Дареме, Англия (1863 год)

Социальные протесты и стремление уменьшить политическую нестабильность заставляли политиков выступать в поддержку разработки социальных программ, государственного регулирования отношений между наёмными работниками и их нанимателями. Постепенно законодательные запреты рабочих организаций были отменены. В конце XIX — начале XX века в странах Западной Европы вводится государственное социальное страхование на случай нетрудоспособности, медицинское страхование, пособия безработным, пенсии по старости. Так возникают основы социального государства.
Характерным элементом развивающегося капитализма являлся колониализм (империализм). В XVIII—XIX веках Великобритания создала колониальную империю, которая стала рынком сбыта для её промышленности. В XIX веке быстрая индустриализация привела к росту торговли между европейскими державами, их колониями и США.
Развернувшаяся в XIX веке экспансия торгово-промышленного капитала привела к созданию колониальных империй и разделению мира на «мастерские мира» («мировой город») и аграрную периферию («мировая деревня»); развернулась борьба между «мастерскими мира» за раздел аграрной периферии и мировое господство.
Первоначально главным инструментом эксплуатации колоний было внеэкономическое принуждение. Затем такую роль стали играть неэквивалентный обмен, позднее — кабальные займы.
Согласно Иммануилу Валлерстайну и другим сторонникам «мир-системного подхода», капиталистический мир-экономика, возникший в XVI веке, постепенно победил и подчинил все остальные социальные системы мира. Капиталистический мир-экономика состоит из ядра, полупериферии и периферии. В ядре существует мировой лидер (гегемон), которым в XVII веке были Нидерланды, в XIX веке — Великобритания, в XX веке — США.
В середине XIX века «мастерские мира» превосходили «мировую деревню» по уровню жизни не более чем в два раза. К середине XX века их уровень жизни превзошёл уровень стран, отставших в своём развитии, более чем в 10 раз. При этом развитие капитализма в «догоняющих странах» (Российская империя, Япония, Турция), как указывал А. Гершенкрон, всё больше и больше зависело не от внутренних, а от внешних факторов, а, кроме того, недостаток внутренних условий для капиталистической трансформации в этих странах компенсировался усилением государственного вмешательства в экономику.

### XX век
Первая мировая война привела к обострению социальных противоречий в капиталистических странах и к Октябрьской революции 1917 года в России, в результате которой средства производства были безвозмездно национализированы.
В развитых капиталистических странах рабочий класс добился после Первой мировой войны введения всеобщего избирательного права, 8-часового рабочего дня, признания практики коллективных договоров, принятия более прогрессивного социального законодательства.
Серьёзным ударом по мировой капиталистической системе стал мировой экономический кризис конца 1920-х — начала 1930-х годов. Срочно потребовались меры государственного регулирования и социальной защиты, введённые в США правительством Ф. Д. Рузвельта в рамках «нового курса». В Великобритании значительным событием политико-правовой жизни стал доклад Бевериджа в парламенте (1942 год), где говорилось о принципах «государства благосостояния» (Welfare State). Термин «государство благосостояния» употреблялся как совпадающий в основном с понятием «социальное государство». Стали говорить о «модели социальной защиты» У. Бевериджа. Правительство лейбористов в основном реализовало эту модель в Великобритании, формируя с 1945 года систему социальной защиты, включающую предоставление государственных гарантий для населения, установление обязанности работодателя обеспечить социальное страхование наёмных работников с их частичным участием, а также обязанности работника по дополнительному личному страхованию. Обеспечивались базовые условия жизнедеятельности — государственное (бесплатное) образование и здравоохранение, равные возможности семьям в воспитании детей (пособия на детей), предотвращение массовой безработицы.
Вторая мировая война привела к вхождению в социалистический лагерь ещё ряда стран. В мировой экономике глобализация ускорила свой темп. Это создало условия для вовлечения в мировое хозяйство менее развитых стран, обеспечивает экономию ресурсов, стимулирует мировой прогресс, но при этом имеет и негативные последствия.
В 40-50-е годы в наиболее развитых странах наступила эпоха научно-технической революции, в результате которой происходит трансформация индустриального общества в постиндустриальное. Меняется структура трудовых ресурсов: уменьшается доля физического и растёт доля умственного высококвалифицированного и творческого труда. Доля сферы услуг в ВВП начинает преобладать над промышленностью.

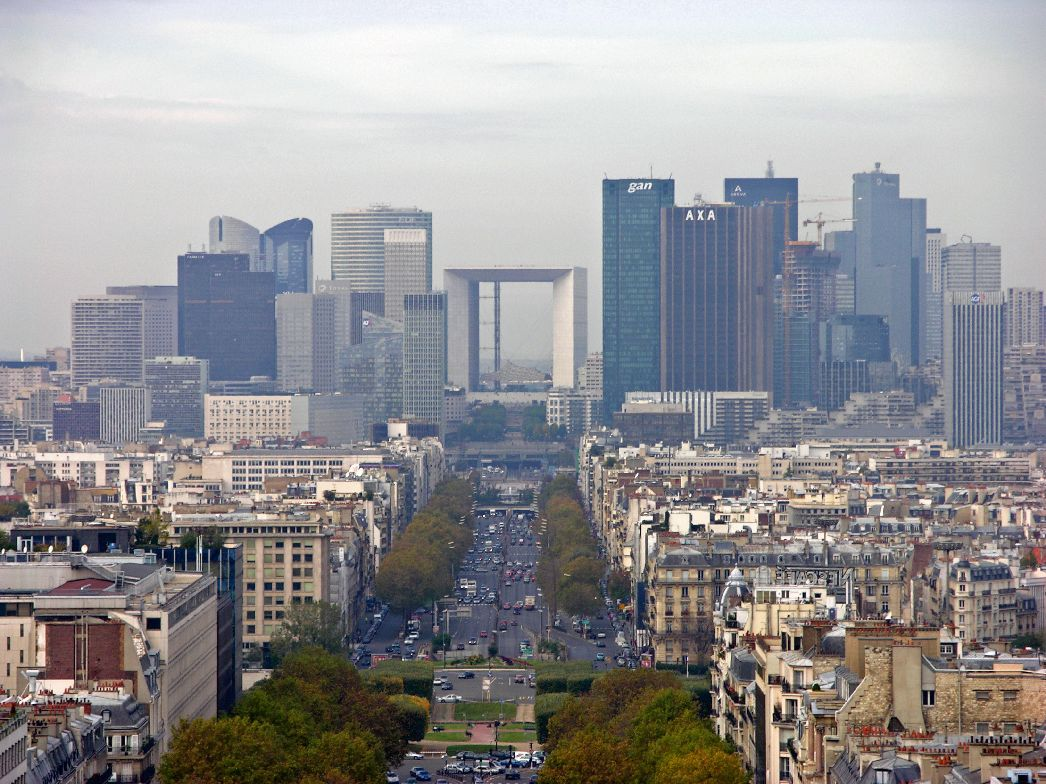
Вид на деловой квартал Дефанс в Париже

Конец 1970-х — начало 1980-х годов ознаменовался кризисом идей социального государства в Великобритании и США, где возобладали тэтчеризм и рейганомика. Как отмечал Э. Хобсбаум ещё в 1978 году: «Около 1975 года произошли важные изменения в международном капитализме, а именно: наступил конец длительного периода стабильности, невиданного процветания и начался длительный период кризиса»
В конце 1980-х — начале 1990-х годов перестройка в СССР и революции 1989 года в Центральной Европе привели к массовой приватизации средств производства и повсеместному возврату к частнокапиталистической системе. В наши дни декларирует у себя в стране социализм Компартия Китая, под руководством которой КНР стала второй экономикой мира (см. также Рыночный социализм).

### Социальные классы при капитализме

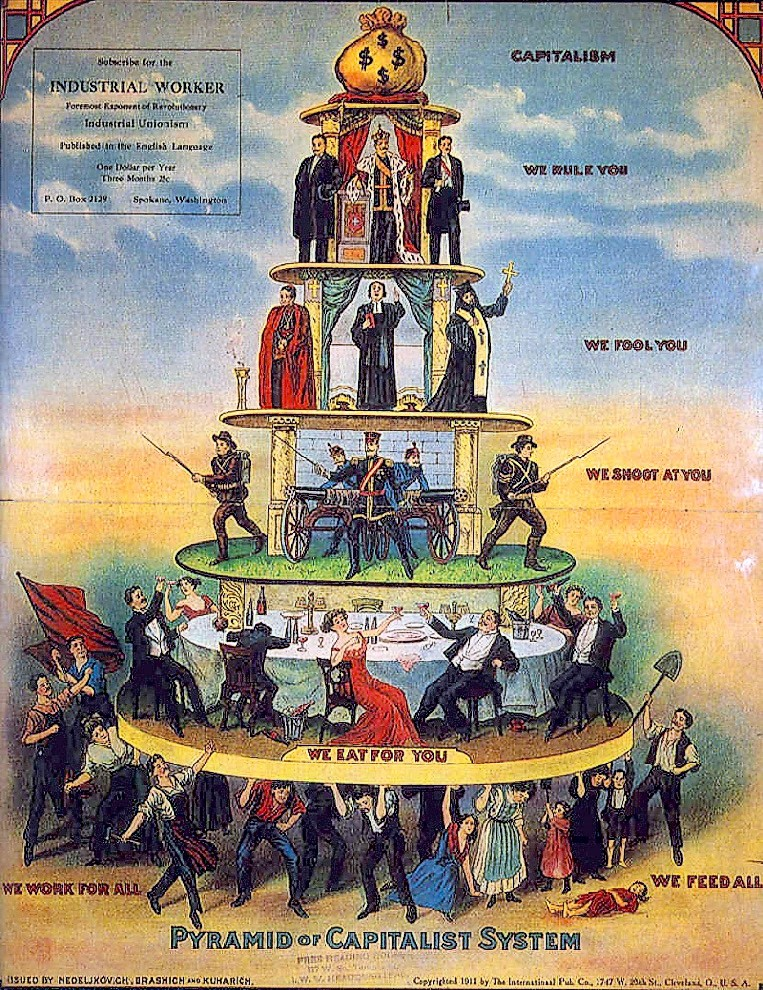
Карикатура «Классы капиталистического общества», сверху вниз:
Дворянство (в том числе и король) — «Мы правим вами»
Духовенство — «Мы дурачим вас»
Армия — «Мы стреляем в вас»
Буржуазия — «Мы едим за вас»
Рабочие и Крестьяне — «Мы работаем за всех», «Мы кормим всех»

Понятие социальный класс стали разрабатывать в XVII—XVIII вв. учёные Англии и Франции, в частности, Ф. Гизо и О. Тьерри, обосновавшие противоположность классовых интересов, а также А. Смит и Д. Рикардо, выделившие три основных борющихся между собой социальных класса: владельцы земли, владельцы капитала и рабочие, трудом которых земля обрабатывается, а также три вида доходов: рента, прибыль, заработная плата.
В начальной фазе развития капитализма имел место многочисленный рабочий класс (т. н. пролетариат, в том числе люмпен-пролетариат), не имевший в своём распоряжении средств производства и живший свободной продажей своей рабочей силы.
Благодаря техническому прогрессу, общественному развитию, глобализации и другим факторам произошёл переход к постиндустриальному обществу, в котором культурно-социальные различия смягчаются, улучшается положение рабочих при одновременном снижении их доли в структуре рабочей силы, увеличивается значение и численность среднего класса, к которому причисляют квалифицированных рабочих, служащих, преуспевающих представителей мелкого и среднего бизнеса и других лиц, имеющих определённый для данного общества уровень устойчивого легального дохода
Данные процессы послужили основой для радикальных выводов некоторых исследователей о разрушении классовой идентичности современного западного общества и постепенном уничтожении классов вообще.
Существуют также исследования, такие как «Капитал в XXI веке», утверждающие, что постиндустриальное общество и государство всеобщего благосостояния с высокими социальными стандартами и развитым средним классом представляют собой случайное отклонение от доминирующего пути развития капитализма, происшедшее в результате влияния мировых войн, революций, распада финансовых империй и перераспределения собственности в мировом масштабе.
Современный капитализм с его неолиберализмом, меркантилизмом и снижением уровня социальной защищённости в результате глобализации увеличивает социальное неравенство (Коэффициент Джини) и возвращается на путь классовой поляризации — концентрации капитала в руках нескольких процентов населения, получившего его по наследству и всего остального населения, чей реальный располагаемый доход постоянно снижается, что рождает новый массовый класс «униженных и оскорблённых», не имеющих почти никаких социальных прав и гарантий, — прекариат.
На международном уровне в целом также происходит процесс поляризации богатства-бедности, увеличение и консервация разрыва по критерию технологического развития и уровня общественного дохода между бедными и богатыми странами.
Капиталистическое разделение труда не имеет никакого отношения к взаимодополнительности задач, индивидов и социальных групп: прежде всего оно приводит к поляризации общественных формаций, к их разделению на антагонистические классы, интересы которых становятся всё менее и менее общими. Процессы нарастания имущественного неравенства, концентрации капитала в руках узкой группы лиц и усиление влияния корпоративного сектора на институты демократии, прекаризации значительных групп западного общества, по мнению исследователей и части западной политической элиты, создаёт угрозу стабильности и самому существованию западной демократии.

### Развитие капитализма в России
Элементы, присущие капитализму, появлялись в России начиная с XVI века. На предприятиях купцов Строгановых, помимо 5000 собственных крепостных, по найму работали бродяги и бездомники — до 10 000 людей вольных.

Но вольный наём был исключением, а не правилом. Историк Василий Ключевский отмечал, что промышленное развитие при Петре I базировалось на крепостных отношениях: 
18 января 1721 г. фабрикантам и заводчикам из купцов дано было дворянское право приобретать к их фабрикам и заводам „деревни“, то есть земли, населённые крепостными крестьянами, только с оговоркой „токмо под такою кондициею, дабы те деревни всегда были уже при тех заводах неотлучно“. Так фабрикант-купец получал возможность иметь обязательные рабочие руки. … Целым рядом указов Пётр предписывал „виновных баб и девок“ отсылать на фабрики и заводы для исправления».
В 1811 году эстляндское дворянство обращается к Александру I c просьбой освободить своих крестьян от крепостной зависимости. С большими ограничениями освобождение остзейских крестьян производится в 1816 году, что вызывает к жизни обсуждение крестьянского вопроса и проекты адмирала Мордвинова, графа Аракчеева и генерала Канкрина. К этому времени растёт сословие мещан, вольных крестьян, малороссийских казаков, однодворцев (хуторян), колонистов, арендаторов, работающих на казённых землях, рабочих на мануфактурах. В южных губерниях Империи свободные крестьяне составляют большой процент к остальному населению.
Крымская война показала: или Россия в ближайшее время осуществит модернизацию своей армии, или же она рискует утратить свою экономическую, а может быть, и политическую самостоятельность. Последующее развитие событий, характеризовавшееся экономической и военной экспансией капитала, созданием колониальных империй и полуколониальной зависимости, свидетельствовало, что поставленная Крымской войной дилемма приобретала всё более и более ощутимый характер и ставила правящие верхи России перед необходимостью форсировать экономическое, прежде всего промышленное развитие страны, от которого зависела её обороноспособность. В пореформенные годы не только происходит ускорение промышленного развития страны, но и разворачивается промышленный переворот — переход от ручного труда к машинному, который в свою очередь становится
пружиной индустриализации.
Если до начала 1860-х годов кредит почти полностью был сосредоточен в руках государства, то в 1860-е — 1870-е годы сложилась система частных кредитных учреждений, которая постепенно распространилась, не только на губернские, но и на уездные города. В этих условиях правительство пошло на реформирование податной системы. Если до отмены крепостного права первостепенную роль в государственных доходах играли прямые сборы, то затем на первое место вышли косвенные налоги, что позволило правительству значительно увеличить размеры государственного бюджета. Определённую роль в этом отношении играл приток иностранного капитала. Однако если страны первого эшелона имели возможность привлекать средства из-за рубежа за счёт эксплуатации других народов, вся пореформенная эпоха характеризовалась сокращением этого резерва для России, так как это было время захвата внешних рынков ведущими государствами.
Другая принципиальная особенность заключалась в том, что вся пореформенная эпоха характеризовалась возрастанием зависимости России от иностранного капитала, усилением её эксплуатации извне. С одной стороны, приток иностранных инвестиций сопровождался внедрением новых технологий, с другой стороны, выкачиванием из России необходимых ей самой ресурсов, в том числе капитала. В результате этого иностранный капитал становился одновременно двигателем и тормозом внутреннего накопления.
Историк А. В. Островский считал, что иностранные инвестиции двигали вперёд промышленность и транспорт, а откачиваемые средства поступали главным образом из деревни, что способствовало разрушению крестьянского хозяйства. Процесс первоначального накопления в России приобретал однобокий характер: в стране оставались разорённые крестьяне, а прибыль от инвестиций уплывала за границу, что сдерживало формирование отечественной буржуазии. Немаловажной особенностью России являлось то, что здесь государство было самым крупным землевладельцем, самым крупным заводчиком, самым крупным владельцем железных дорог и пароходов, самым крупным оптовым купцом, самым крупным банкиром. Более того, в некоторых отраслях его роль была доминирующей. Если в странах Запада происходила сугубо буржуазная трансформация помещичьего хозяйства, в России речь шла об участии в этом процессе и государства. Необходимость форсирования экономического развития требовала также усиления роли централизованного государственного регулирования экономических процессов, прежде всего связанных с накоплением и распределением капитала. По мере расширения государственного вмешательства в экономику неизбежно было сокращение сферы рыночных механизмов и расширение внеэкономических.
До Октябрьской революции Россия была крестьянской страной. В начале XX века 85 % её населения жили в сельской местности, тогда как в Англии около 80 % населения жили уже в городах. Если в России в 1913 году в городах жило лишь 18 % населения, то среднемировой уровень этого же периода был почти 30 %. При этом в России 75 % рабочей силы было занято в натуральном и мелкотоварном сельскохозяйственном производстве, которым занимались и горожане.
Количество фабрично-заводских рабочих в России в начале XX века было всего 1,5—2,0 млн человек (для сравнения, в Германии — более 26 млн человек), на доходы от капитала в 1910 году жило всего 0,5 млн предпринимателей, включая владельцев мастерских, лавок, трактиров и т. п. Накануне Октябрьской революции в России насчитывалось 15,5 млн лиц наёмного труда из более чем 130 млн населения, и при этом среди них фабрично-заводской пролетариат составлял лишь 3,5 млн человек. Согласно статистике, социальная структура населения в 1913 году была следующей: рабочие 15 %, служащие 2 %, крестьяне и кустари 67 %, буржуазия, помещики, торговцы и кулаки (сельская буржуазия) 16 %. На одного предпринимателя, в среднем, приходился всего один наёмный работник. Отрасли хозяйства, в которых господствовал капитализм, давали лишь 15 % национального дохода страны.
Россия в конце XIX века вступила на путь капиталистического развития и быстро по нему продвигалась. Но до Октябрьской революции Россия не была капиталистической страной, в ней преобладали докапиталистические производственные отношения. Путь развития капитализма России ещё предстояло пройти.
Энгельс предупреждал, что коммунисты, вынужденные стать у власти вследствие беспомощности и вялости всех остальных оппозиционных партий, когда материально-организационные условия осуществления социализма ещё не созрели, будут вынуждены практически реализовать не свою программу и не свои интересы, а интересы общереволюционные и мелкобуржуазные — интересы чуждого им класса, отделываясь от своего собственного класса фразами, обещаниями и уверениями в том, что интересы другого класса являются его собственными.
В статье «К четырёхлетней годовщине Октябрьской революции», Ленин писал: «Мы довели буржуазно-демократическую революцию до конца, как никто. Мы вполне сознательно твёрдо и неуклонно продвигаемся вперёд, к революции социалистической.» Официальное название «Великая Октябрьская социалистическая революция» появилось только в 1927 году уже после смерти Ленина.
В результате действия стихии рынка накануне перестройки экономика СССР представляла собой неустойчивый (в историческом смысле) конгломерат государственно-капиталистических и частнокапиталистических («теневая экономика») отношений, смешанных с остатками докапиталистических отношений (мелкотоварное производство), в который были встроены отдельные элементы социализма.

### Историческая роль капиталистов
Относительно исторической роли капиталистов ведутся дискуссии. Марксисты подчёркивают их противоречивость, считая их, с одной стороны, эксплуататорами, присваивающими прибавочную стоимость, созданную трудом наёмных работников. С другой стороны — указывают на прогрессивную роль в развитии средств производства и подготовки предпосылок для следующей общественной формации.
Марксисты считают, что капитализм развивается под действием неотъемлемо присущего данному обществу противоречия между общественным характером производства и частным характером присвоения результатов этого производства.

Противоречие между общественным производством и капиталистическим присвоением выступает наружу как противоположность между организацией производства на отдельных фабриках и анархией производства во всём обществе.

В этих двух формах проявления того противоречия, которое имманентно ему в силу его происхождения, безвыходно движется капиталистическое производство...— Ф. Энгельс. Анти-Дюринг
Другие исследователи видят в капиталистах только предпринимателей-промышленников, внедряющих в жизнь новые технологии (Форд, Белл, Джобс) и осваивающих новые территории (Родс, Юз).

## Характер и перспективы современного капитализма

### Отличительные черты
Капитализм обладает следующими отличительными чертами:
- Основу экономики составляет производство товаров и услуг, а также коммерция и другие виды экономической деятельности. Основная часть произведённого предназначена для продажи (носит товарный характер), хотя присутствуют и элементы натурального хозяйства (производство для личного потребления, без обмена). Обмен происходит на свободных рынках на основе договоров, без физического или юридического принуждения[источник не указан 2080 дней].
- Средства производства находятся в частной собственности (См. капитал). Прибыль на вложенный капитал также является собственностью владельцев последнего и может ими использоваться по собственному усмотрению: как для расширения производства так и для личного потребления[71]. Основой для раздела прибыли между владельцами капитала является доля предоставленного капитала[источник не указан 2080 дней].
- Источником жизненных благ для большинства членов общества является труд не по внеэкономическому принуждению, как это имеет место в других экономических системах, а на условиях свободного найма, то есть продажа рабочей силы за вознаграждение в форме заработной платы. Маркс определяет возникновение капиталистических отношений с момента, когда капитал может найти на рынке свободного рабочего[72]. Но прежде чем такой специфический товар появится на рынке, общество должно пройти несколько этапов своего развития. Товар и деньги, как определённые формы отношений, являются продуктом длительного исторического развития. Но капиталу недостаточно только торговли товарами. Для полноценного функционирования капиталу нужен специфический товар — «рабочая сила»[73].
- Капиталистическое общество возникает спонтанно и не воплощает никакого предварительного замысла, не имеет глобальной, обязательной для всех его членов цели, не контролирует из единого центра все стороны своей жизни; индивиды автономны и располагают защищаемой законом сферой частной жизни, в пределах которой они могут принимать любые решения на собственный страх и риск[источник не указан 2080 дней].
- Некоторые исследователи (Вернер Зомбарт, Йозеф Шумпетер) полагали, что одной из основных отличительных характеристик капитализма служит креативное разрушение: процесс дискретной эволюции, взрывного развития, трансформации, который сопровождает радикальные инновации (подрывные инновации), позволяющие компании повышать производительность, оставаться конкурентоспособной, но в то же время разрушающий старые организационные формы[74].

Капитализм наиболее полно рассмотрен в работах (хронологически): Адама Смита, Давида Рикардо, Карла Маркса, Макса Вебера, Людвига фон Мизеса, Ойгена фон Бём-Баверка, Фридриха фон Визера, Ф. А. фон Хайека (Нобелевский лауреат по экономике), Джона Гэлбрейта, Джона Кейнса и других.
Капиталистическое разделение труда не имеет никакого отношения к взаимодополнительности задач, индивидов и социальных групп: прежде всего оно приводит к поляризации общественных формаций, к их разделению на антагонистические классы, интересы которых становятся всё менее и менее общими. Процессы нарастания имущественного неравенства, концентрации капитала в руках узкой группы лиц и усиление влияния корпоративного сектора на институты демократии, прекаризации значительных групп западного общества, по мнению исследователей и части западной политической элиты, создаёт угрозу стабильности и самому существованию западной демократии.

### Перспективы развития капитализма
Исследователи капитализма (Й. Шумпетер, И. Кристол, С. Липсет) полагают, что капитализм, в отличие от социализма и коммунизма, не претендует на способность определённо решить главнейшие общечеловеческие проблемы. Капитализм не обещает осуществить глубинные духовные чаяния или покончить с неравенством, бедностью, расизмом, сексуальной распущенностью, загрязнением окружающей среды и войной. Свободный рынок не обещает счастливое будущее для всего человечества. В лучшем случае он держит обещание о неподтасованной лотерее, но, как и во всех подобных соревнованиях, самый крупный выигрыш достанется незначительному меньшинству игроков.
Французский экономист Тома Пикетти считает, что перспективы развития капиталистического общества, уровень его адаптационного потенциала по отношению к внешним вызовам, ограничены его внутренними противоречиями. Он полагает, что капиталистическое общество в XXI веке обречено на новые катаклизмы и кризисы, предотвратить которые возможно только посредством усиления роли государства в регулировании экономической сферы, в том числе через политику перераспределения доходов.
Другие исследователи (Энтони Гидденс, Джон Ролз) и часть западной политической элиты (Тони Блэр, Герхард Шрёдер) видят перспективу развития современного капитализма на основе концепции третьего пути как промежуточной социальной формы между демократическим социализмом и неолиберализмом, опираясь на сочетание консервативных, либеральных и социалистических ценностей, а также фундаментальные индивидуалистические принципы, в то же время сохраняя формы государственного регулирования и верность редистрибутивной модели социальной справедливости, согласно которой для сохранения общественного порядка улучшение жизни элиты должно сопровождаться улучшением жизни неимущих слоёв населения.

### Капитализм и другие аспекты социальной жизни
Одним из существующих на данный момент представлений является следующее. Союз демократии и капитализма не может считаться автоматическим: объединяет их понимание того, что индивид должен сам решать свою судьбу, но если демократия основана на принципе равенства, то капитализм держится на неравенстве, особенно в том, что касается доходов; увеличение социального неравенства в современном мире ставит вопрос о самом существовании демократии в контексте её регресса к различным формам плутократии или автократии.
Одни авторы придерживаются точки зрения, что современный капитализм не ограничивается экономикой, а осуществляет экспансию в другие области социальной жизни; согласно Пьеру Бурдьё, логика капитала структурирует даже далёкие от капитализма области (вкусовые предпочтения, стиль жизни и т. д.). Ряд исследователей, исходя из холистической природы капитализма, сравнивают его с религией. Другие учёные (Никлас Луман или Юрген Хабермас) полагают, что капитализм составляет отдельную социальную область с собственной логикой функционирования. Современный капитализм часто рассматривается как поздний или сетевой и связывается с культурными изменениями в западных обществах во второй половине XX века, в частности, с процессом коммодификации культуры.

### Варианты классификации капитализма
- Государственный капитализм
- Государственно-монополистический капитализм
- Капитализм рантье[англ.]
- Демократический капитализм
- Коллективный капитализм
- Народный капитализм
- Периферийный капитализм
- Суперкапитализм
- Турбокапитализм
- Экокапитализм
- Анархо-капитализм
- Кумовской капитализм
- Социальный капитализм
- Когнитивный капитализм
- Технокапитализм[англ.]
- Прогрессивный капитализм[англ.]
- Торговый капитализм[англ.]
- Корпоративный капитализм[англ.]
- Авторитарный капитализм[англ.]
- Финансовый капитализм[англ.]
- Поздний капитализм[англ.]
- Потребительский капитализм

### Комментарии
1. ↑  По данным общенационального исследования, проведённого по заказу Би-би-си в 2012 г., британское общество делится на семь основных классов: элита, технический средний класс, обеспеченные наёмные работники, традиционный рабочий класс, работники сферы услуг, «прекариат», называемый также нестабильный пролетариат — самый бедный и уязвимый класс среди всех перечисленных, с самыми низкими показателями по социальному и культурному капиталу. По оценкам исследователей, он составляет около 15 % населения Великобритании (Би-Би-Си: «Британское общество разделили на семь классов» Архивная копия от 6 апреля 2013 на Wayback Machine).

### На русском языке
- Балибар, Э., Валлерстайн, И. Раса, Нация, Класс. Двусмысленные идентичности / Пер. А. Кефал, П. Хицкий. — М., 2004. — ISBN 5-8163-0058-X.
- Бём-Баверк О. Капитал и прибыль. История и критика теорий процента на капитал.
- Бём-Баверк О. Критика теории Маркса: пер. с нем. — Челябинск: Социум, 2002. — 283 с. — ISBN 5-901901-08-8.
- Вебер М. Протестантская этика и дух капитализма.
- Пьер Весперини. Переписывая прошлое: Как культура отмены мешает строить будущее = Pierre Vesperini.Que faire du passé? Réflexions sur la «cancel culture». — М.: Альпина Паблишер, 2025. — С. 212. — ISBN ISBN 978-5-9614-8622-3.
- Каллиникос А. Маркс: Хит и Миф. — 1999.
- Капитализм : [арх. 18 октября 2022] / С. А. Хавина // Канцелярия конфискации — Киргизы. — М. : Большая российская энциклопедия, 2009. — С. 21. — (Большая российская энциклопедия : [в 35 т.] / гл. ред. Ю. С. Осипов ; 2004—2017, т. 13). — ISBN 978-5-85270-344-6.
- Клифф Тони Государственный капитализм в России — [Б. м.: б. и.], 1991
- Кокшотт В., Котрелл Ф. Информация и экономика: Критика Хайека / Пер. Ю. Жиловец.. — Москва, ноябрь, 1996.
- Маркс К. Капитал. — Маркс К., Энгельс Ф. Сочинения. 2-е изд. — Издательство политической литературы, 1955—1974. — Т. 23—26.
- Соловьёв А. В. Этюды о капитализме России XX века: (Становление капитализма в СССР). — Кострома: Б. и., 1995.
- Фридман М. Капитализм и свобода.
- Хайек Ф. А. Пагубная самонадеянность. Ошибки социализма = The Fatal Conceit: The Errors of Socialism. — М.: Новости, 1992. — ISBN 5-7020-0445-0.
- Шумпетер Й. Капитализм, Социализм и Демократия: Пер. с англ. / предисл. и общ. ред. В. С. Автономова. — М.: Экономика, 1995. — 540 с. — (Экономическое наследие). — ISBN 5-282-01415-7.
- Кембриджская история капитализма. Том 1: Подъём капитализма: от древних истоков до 1848 года. Пер. с англ. А. Шоломицкой; под ред. А. Володина. – Москва : Издательство Института Гайдара, 2021. – 800 с. ISBN 978-5-93255-606-1
- Кембриджская история капитализма. Том 2: Распространение капитализма: 1848 – наши дни. Пер. с англ. А. Гусева; под ред. Д. Шестакова. – Москва : Издательство Института Гайдара, 2021. – 768 с.  ISBN 978-5-93255-607-8
- Наумова, Е. И. (2022). Понятие «капитализм» в истории русского самосознания. Вестник Санкт-Петербургского университета. Философия и конфликтология, 38(3), 354–363. https://doi.org/10.21638/spbu17.2022.307

### На английском языке
- Giddens, Anthony. Capitalism and Modern Social Theory. An Analyses of the writings of Marx, Durkheim and Max Weber. — Cambridge, 1971.
- Giddens, Anthony. Runaway World: How Globalization is Reshaping Our Lives. — London, 1999.
- The Cambridge history of capitalism / Ed. by L. Neal and J. G. Williamson[англ.]. — Cambridge: Cambridge University Press, 2014.
  - Vol. 1. The rise of capitalism: from ancient origins to 1848. — 628 p.
  - Vol. 2. The spread of capitalism: from 1848 to the present. — 577 p.
- Kocka, Jürgen. Capitalism. A Short History. — Princeton; Oxford: Princeton University Press, 2016. — ISBN 978-0-691-16522-6.